# Luca de la Torre
Luca de la Torre est un joueur international américain de soccer né le 23 mai 1998 à San Diego en Californie. Il joue au poste de milieu de terrain au San Diego FC.

## Biographie

### En équipe nationale
Le 9 novembre 2022, il est sélectionné par Gregg Berhalter pour participer à la Coupe du monde 2022.

## Palmarès
- Vainqueur du championnat de la CONCACAF des moins de 20 ans en 2017 avec l'équipe des États-Unis des moins de 20 ans
- Vainqueur de la Ligue des nations en 2023 avec l'équipe des États-Unis.